# Станіслав Костка
Стані́слав Ко́стка (пол. Stanisław Kostka, herbu Dąbrowa (28 жовтня 1550, Ростково, нині Пшасниський повіт, Мазовецьке воєводство, Польща — 15 серпня 1568, Рим, Італія) — польський послушник Ордену єзуїтів, що помер у 17-річному віці у день Внебовзяття Пресвятої Діви Марії. За декілька днів до смерті передбачив її. Визнаний католицькою церквою святим, вважається одним зі святих покровителів Польщі, покровителем молоді та міністрантів. Вважається католиками покровителем міста Львова.

## Життєпис

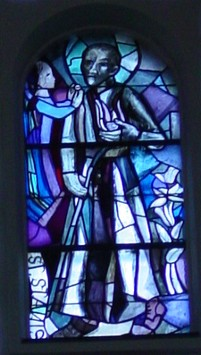
Вітраж із зображенням Станіслава Костки. Церква в Лізінгу, Відень

### Походження і родина
Станіслав Костка народився 28 жовтня 1550 року в селі Растково у Мазовецькому воєводстві у польській шляхетській родині каштеляна Закрочима та сенатора Польського королівства Яна Костки (померла в 1576 р.) та Маргарити Крийської, дочки воєводи мазовецького Павла Крийського. У родині було семеро дітей, Станіслав був другим сином. Його старшим братом був хорунжий цеханувський Павел Костка (1549—1609).

### Навчання
Станіслав отримав солідне та докладне світське і релігійне виховання. До 12 років навчався в родині. У школі в Клодаві (1554–1560 рр.) Станіславу викладав поет і вчений Григорій Самборчик.
У 14-річному віці він та його брат Павел вступили в єзуїтський колегіум у Відні, де його прагнення святості посилилось і його покаянням та молитвам слідували певні духовні дарування. Одного разу, коли він був серйозно хворим, він отримав Святе Причастя від Святої Варвари — покровительки його благодійного товариства в школі, яка з'явилася оточена ангелами.
Під час іншого випадку Пресвята Діва Марія з'явилася і порадила йому вступити в Товариство Ісуса, але він зустрів багато труднощів при виконанні її бажань. У Відні єзуїтський зверхник був неприхильним прийняти його, боячись можливих різких реакцій його батька.

### Відносини з братом

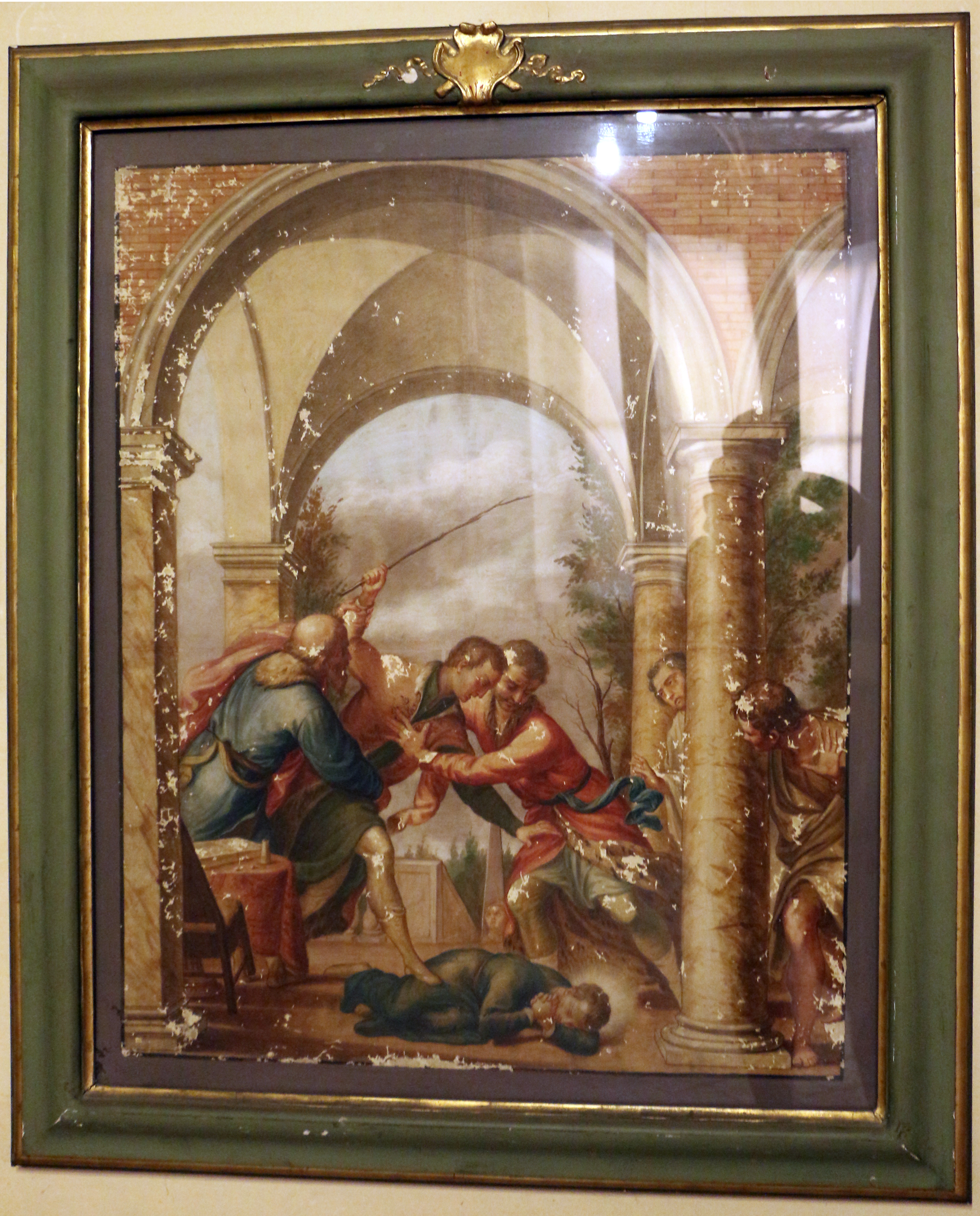
Андреа Паццо: Станіслав Костка битий своїм братом

Роздратований благочестям свого молодшого брата, Павел почав жорстоко поводитися зі Станіславом. Станіслав зазнав несправедливого поводження із надзвичайним стоїцизмом і терпінням, але однієї ночі після того, як Станіслав знову зазнав різких образ і побоїв від свого брата, він звернувся до нього зі словами: «Твоє грубе ставлення до мене закінчиться тим, що я покину вас назавжди і тобі доведеться пояснити це нашим батькові та матері». Єдиною відповіддю Павела було ще більш жорстоке ставлення до Станіслава.

### Вступ до ордену єзуїтів
У 1567 році таємно від свого старшого брата він покинув їх дім і вирушив пішки, подолавши декілька сотень кілометрів в єзуїтський центр в Німеччині. Тут він знову звернувся з проханням про вступ до Ордену єзуїтів до Святого Петра Канізія — німецького провінціала єзуїтського ордену, який порадив йому вступити в послушництво у Римі, яке управлялося Святим Франциском Борджа. На свій 17-й день народження (28 жовтня 1567) Станіслав вступив до ордену єзуїтів у Римі.
Батько Станіслава, дізнавшись про його вступ в чернечий орден, став йому всіляко перешкоджати, погрожуючи заборонити діяльність єзуїтів в Польщі. Десять місяців решти його життя були проваджені у сповненні великих чеснот і він вразив усіх своєю святою поведінкою. 10 серпня 1568 року, через дев'ять місяців після вступу до новіціяту, Станіслав Костка раптово захворів на малярію і через п'ять днів — 15 серпня 1568 року, на свято Успіння, свято, яке він особливо шанував помер. Його брат Павло, який приїхав до Риму, щоб забрати його з чернечого ордену єзуїтів, знайшов його вже мертвим. Станіслав передвістив за декілька днів до смерті свій відхід у вічність.

## Віднайдення нетлінних мощей святого (1570)

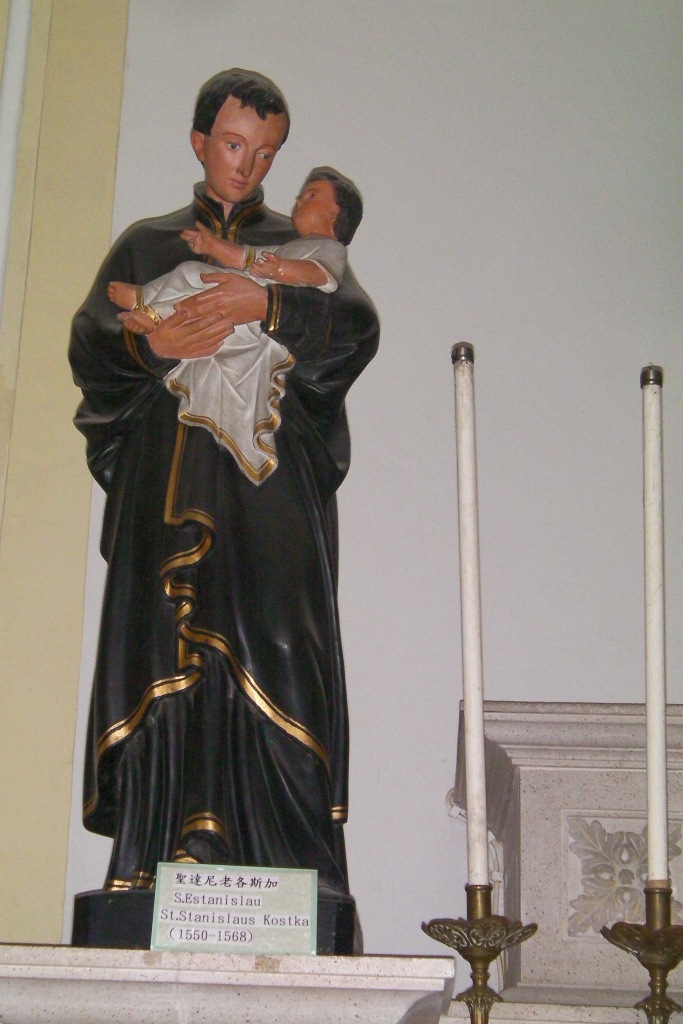
Скульптура Станіслава Костки в церкві в Макао, КНР

Через два роки після його смерті було дано дозвіл на ексгумацію решток, щоби передати одну з його кісток для будинку Ордену єзуїтів, котрий серйозно прохав такої реліквії.
| «При відкритті могили, яка була закрита більше ніж два роки, пішли послушники, одягнені в стихарі, і кожен несучи смолоскип, щоби отримати з належною шаною обіцяний скарб. Але ще не було відкрито труну, як від неї виходило благоухання більш солодке ніж найсолодшої квітки, котре крім чуттєвої насолоди, видавалося проникаючим в душі присутніх, так що усі відчували що це був запах неземний але райський. Накривка труни була тепер піднесена, і кожен шанобливо протискався щоби віддати шану святим мощам, які Бог вшанував цією знаменною благодатю, коли ось! Станіслав знову перед ними, не лише нетлінний, але навіть так, як він виглядав коли вони прощалися востаннє з ним перед тим як віддати землі: та сама усмішка на його устах, та сама незаплямована краса його брови. Це тіло яке Бог не віддав зіпсуттю та знебарвленню смерті; і так після споглядання на нього якийсь час, повними серцями та заслізеними очима, вони з радістю перезакрили труну, переживши побожну надію яку вони плекали до цього».[5] |
При відкритті гробу декілька років пізніше, смертельні рештки були віднайдені зменшеними у звичайному стані. Кістки були загорнені в шовк і розміщені у цинковій труні в церкві послушників. До сьогодні вони зберігаються, за винятком черепа, який міститься в каплиці єзуїтського дому в м. Фельдкірх, Німеччина, покладеними в чудово прикрашеній урні в церкві посвяченій святому в церкві Сант-Андреа-аль-Квірінале в Римі.
Святий Станіслав був канонізований у 1726 році і всесвітньо вважається патроном молоді.

## Станіслав Костка— покровитель Львова
За часів Речі Посполитої Станіслав Костка разом зі Святим Рохом традиційно вважався покровителем і опікуном Львова. Тому в 1658 році його зображення було вмуроване на новій вежі Львівської ратуші (символі міста на площі Ринок). З цієї причини теж багато уродженців Львова названі ім'ям Станіслав.

## Вшанування пам'яті
- Скульптура Святого Станіслава є на Чорній кам'яниці у місті Львів.

## Канонізація
Святий Станіслав був канонізований у 1726 році і всесвітньо вважається патроном молоді.